# Parenti serpenti
Parenti serpenti é um filme italiano de humor negro de 1992, escrito e dirigido por Mario Monicelli. Ele ganhou o prêmio Fita de Prata dos críticos de cinema italianos por Melhor Figurino.

## Enredo
Um casal de idosos convida todos os seus filhos e netos para a sua casa, em Sulmona, em Abruzzo, para comemorar o Natal. Depois de um dia passado na igreja e jogando bingo, a avó pede às duas filhas e dois filhos para decidir entre si qual deles levará a ela e seu marido para viver com eles, agora que eles estão ficando velhos. Seus filhos inicialmente ficam felizes em saber que seus pais querem estar mais presentes, mas ninguém quer assumir a responsabilidade de levá-los para morar em sua casa...

## Elenco
- Tommaso Bianco: Michele
- Marina Confalone: Lina
- Alessandro Haber: Alfredo
- Cinzia Leoa: Gina
- Eugenio Masciari: Alessandro
- Nicoletta Orsomando: Ela mesmo
- Paolo Panelli: Avô Saverio
- Monica Scattini: Milena